# Escuela de Anatomía de Filadelfia

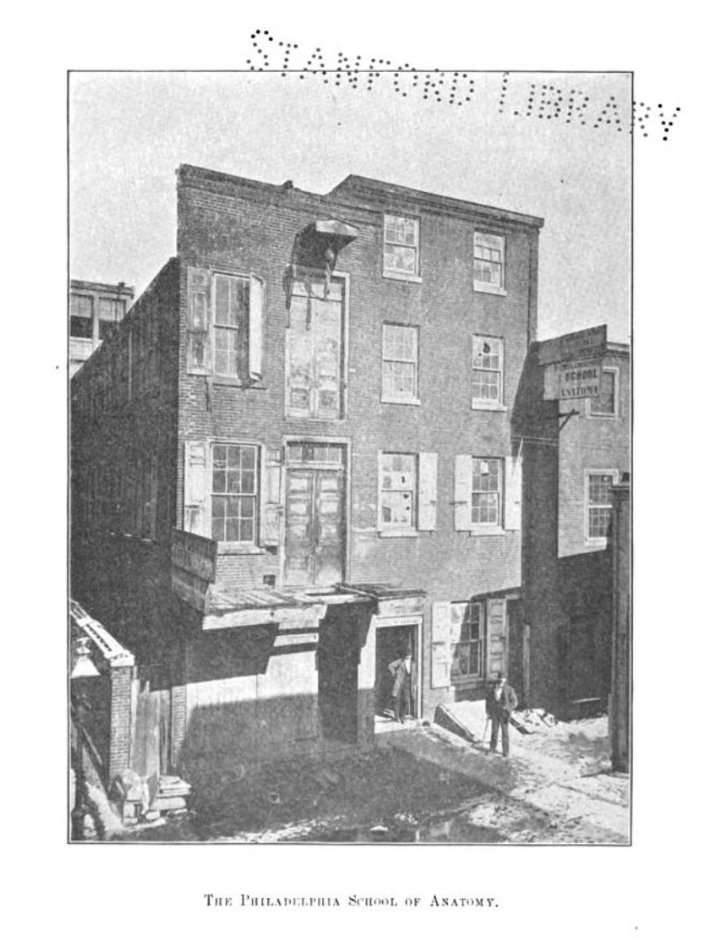
Escuela de Anatomía de Filadelfia.

La Escuela de Anatomía de Filadelfia (en inglés: Philadelphia School of Anatomy) fue una facultad de medicina en Filadelfia, Pensilvania, Estados Unidos, fundada por James McClintock en 1838 y activa hasta 1875. La escuela y su predecesora, las Philadelphia Anatomical Rooms, fueron propiedad de o estuvieron afiliadas a varios médicos notables, entre ellos David Hayes Agnew, James Garretson, John Davidson Godman, William Goodell y Joseph Pancoast.

## Philadelphia Anatomical Rooms
La escuela se originó a partir de las Philadelphia Anatomical Rooms («Salas Anatómicas de Filadelfia»), establecidas en 1820 por Jason Valentine O'Brien Lawrance. La Universidad de Pensilvania era la única facultad de medicina de Filadelfia en aquella época y permanecía cerrada desde abril hasta noviembre de cada año. Las Salas Anatómicas de Filadelfia fueron una de varias salas de disección privadas abiertas en toda la ciudad para que los estudiantes no dependieran únicamente de las salas anatómicas de la universidad y pudieran continuar su educación durante el verano.
Después de la muerte de Lawrance, el control de las Salas Anatómicas de Filadelfia pasó a John Davidson Godman. Godman se fue al Colegio Rutgers en 1826, y las salas de anatomía fueron dirigidas por James Webster desde 1826 a 1830. Las salas anatómicas estuvieron vacías durante un año hasta que fueron ocupadas por Joseph Pancoast.

## Escuela de Anatomía
En 1838, Pancoast dejó la escuela para unirse a la Escuela de Medicina de Jefferson. James McClintock renovó la sala de disección en la esquina sureste del edificio en la calle Octava y Walnut y la llamó Escuela de Anatomía de Filadelfia. Tuvo que mudarse de su ubicación anterior debido a las quejas de los vecinos sobre los olores provenientes de las salas de disección. La escuela tenía un segundo edificio cerca de Zane (ahora Filbert) Street y Seventh Street. El edificio de dos pisos tenía una sala de conferencias con asientos escalonados en el primer piso y una sala de disección bien iluminada y ventilada en el segundo piso. La escuela estaba ubicada idealmente cerca de la Universidad de Pensilvania y del Jefferson Medical College.
McClintock se fue en 1841 para unirse al Castleton Medical College y le dio el control de la escuela a Jonathan M. Allen, pero regresó en 1842. McClintock amplió la escuela en 1844, pero la abandonó nuevamente en 1847 para fundar el Colegio de Medicina de Filadelfia, y el control de la escuela pasó nuevamente a Allen hasta 1852.
David Hayes Agnew dirigió la escuela desde 1852 hasta 1862. La escuela sólo tenía nueve estudiantes cuando Agnew la compró, pero aumentó la población estudiantil a 267. Agnew enfermó gravemente durante el invierno de 1854-1855 a causa de una herida recibida durante una autopsia, y William Goodell asumió la responsabilidad de la escuela y la supervisión de las disecciones. La escuela empleó a muchos instructores notables, entre ellos James Garretson, Henry Leffmann para química fisiológica y clínica, y Charles E. de M. Sajous para enfermedades de la garganta y las fosas nasales. Silas Weir Mitchell realizó experimentos con veneno de serpiente de cascabel en la escuela.
La escuela tuvo dificultades durante la guerra de Secesión, ya que los estudiantes del Sur se marcharon para asistir a escuelas en Baltimore y Richmond. De 1866 a 1875 estuvo dirigido por William Williams Keen. La escuela cerró en 1875 y los edificios fueron demolidos para la construcción de una oficina de correos de los Estados Unidos.
La escuela ya no existía como entidad separada, sin embargo L. W. Steinbach continuó enseñando bajo el certificado y nombre de la escuela a través de la Policlínica de Filadelfia y el Colegio de Odontología de Filadelfia. El Colegio de Odontología de Filadelfia se convirtió en el departamento de odontología de Universidad del Temple y el nombre de Escuela de Anatomía de Filadelfia continuó utilizándose en sus salas de anatomía hasta 1906.